# Estàndard argent

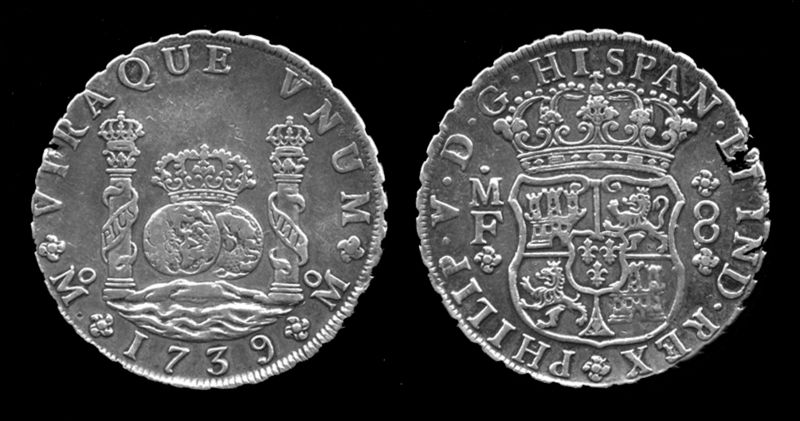
Moneda de 8 reals emesa sota el regnat de Felip V d'Espanya i fets d'argent.

L'estàndard argent o patró argent és un patró monetari sota el que la unitat bàsica de moneda circulant és definida com una quantitat determinada de plata. Es caracteritza normalment per l'encunyació i circulació d'argent, convertibilitat sense restriccions d'altres monedes en argent i la lliure importació i exportació d'argent per al pagament d'obligacions internacionals. Avui dia cap país opera sota un estàndard d'argent.
En la dècada del 1870, la majoria dels països europeus van adoptar el patró or i a principis de la dècada del 1900 tan sols Xina, Mèxic i unes quantes petites nacions usaven encara l'estàndard d'argent. El 1873 el Departament del Tresor dels Estats Units va deixar d'encunyar argent, fet que va portar a l'aparició del moviment Free Silver, però la derrota de William Jennings Bryan va acabar amb l'efervescència de l'encunyació lliure d'argent als EUA.